# CSKA Moscou (football)
Attention cet article possède des homonymes multiples. Pour consulter les autres clubs sportifs du même nom, voir CSKA Moscou.
Maillots
Le CSKA Moscou (en cyrillique : ЦСКА Москва, qui est l'abréviation de Центральный Спортивный Клуб Армии - Tsentralny Sportivny Kloub Armii qui se traduit par « Club sportif central de l'Armée ») est un club de football russe de première division basé à Moscou. Il est une des sections du club omnisports du CSKA Moscou et est pendant longtemps le club de l'Armée rouge.
Fondé en 1911 sous l'Empire russe, il est l'un des plus anciens clubs de Russie. Sous le régime soviétique, il connaît sa principale période de gloire lors de l'après-Seconde Guerre mondiale, qui le voit remporter le championnat à cinq reprises ainsi que trois coupes d'Union soviétique entre 1945 et 1951. Il ne remporte par la suite que deux nouveaux championnats et coupes avant la chute de l'URSS, effectuant notamment le doublé en 1991.
Sous la période russe, le club s'impose comme un prétendant régulier au titre de champion à partir des années 2000, remportant le titre à six reprises ainsi que la coupe neuf fois depuis 2002. Il devient par ailleurs le premier club russe post-soviétique à gagner une compétition européenne en remportant la Coupe UEFA en 2005.

## Histoire

### 1911-1935: premières années
Les débuts du CSKA Moscou peuvent être retracées au temps de l'Empire russe lors de l'année 1911, qui voit la Société des amateurs de sports de ski (en russe : Обществе любителей лыжного спорта) abréviée OLLS (en russe : ОЛЛС) démarrer une section sportive consacrée au football. Intégrant la classe B du championnat de la ville de Moscou, le premier match du club est disputé le 27 août 1911 face au Vega, une rencontre remportée sur le score de 6-2 et considérée depuis comme la date anniversaire du CSKA. L'équipe remporte en 1917 le championnat du chemin de fer Moscou-Kazan (regroupant les équipes se situant le long de la ligne éponyme) et intègre la classe A du championnat moscovite.
Évoluant quatre années dans cette compétition, l'OLLS passe proche du titre de champion à l'automne 1921, mais est finalement battu lourdement lors de la rencontre finale face au KFS sur le score de 6-0. Il l'emporte cependant dès le printemps 1922. Cette victoire lui permet de prendre part à la finale annuel entre les champions du printemps et d'automne, où il triomphe du MKS ainsi qu'à la Coupe Tosmen qui voit le champion de Moscou affronter le champion de Pétrograd et qu'il remporte également face au Sport sur le score de 1-0.
La saison 1923 voit plusieurs bouleversements dans le sport russe à la suite de la fin de la Guerre civile russe qui faisait rage depuis 1917 et qui voit l'établissement définitif de la nouvelle Union soviétique. Cette nouvelle autorité étatique décide alors de dissoudre la quasi-totalité des clubs de l'époque, dont les joueurs et infrastructures sont intégrés à de nouvelles entités liées plus étroitement à l'État soviétique. L'OLLS rejoint ainsi l'OPPV, qui est l'organisation sportive de l'Armée rouge et dont les principaux objectifs sont la formation militaire et l'amélioration physique des prémilitaires et des soldats de l'Armée rouge. Le championnat de Moscou est lui aussi dissout, laissant place à une nouvelle compétition qui regroupe huit équipes ministérielles de Moscou, qui représente malgré tout une simple continuation de l'ancien championnat, dont l'OPPV remporte l'édition 1926 devant le Dynamo Moscou.
Le dixième anniversaire de l'Armée rouge le 23 février 1928 voit l'inauguration de la Maison centrale de l'Armée rouge (en), où l'OPPV emménage dès le mois de mai suivant et prend à partir de là le nom CDKA. L'équipe se maintient par la suite comme une des meilleures équipes moscovites du début des années 1930, atteignant la finale du championnat au printemps 1933, qui se conclut sur un match nul face au Dynamo, avant de l'emporter à l'automne 1935 devant le ZIS.

### 1936-1952: débuts en championnat national et premier âge d'or
Le printemps 1936 voit l'organisation de la première édition du championnat national soviétique qui se compose alors de sept équipes fondatrices, incluant quatre équipes moscovites dont le CDKA. Démarrant par une large victoire 6-2 contre le Krasnaïa Zaria Léningrad, l'équipe termine quatrième de cette première saison. Le championnat d'automne est cependant plus compliqué pour le club qui termine dernier et est sportivement relégué en deuxième division, l'armée intervient cependant et obtient une extension du nombre d'équipes participantes à la première division peu après le début de saison qui sauve le CDKA. Une situation similaire se produit dès l'année suivante, le club étant de nouveau sauvé par une nouvelle expansion à 26 participants pour la saison 1938.

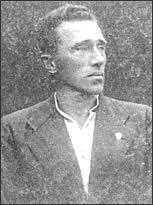
Le passage de Boris Arkadiev à la tête du club entre 1944 et 1952 correspond à son premier âge d'or.

Pour pallier les mauvaises performances de l'équipe, les dirigeants décident alors d'user de la conscription afin de constituer une équipe compétitive. Une des principales arrivées par ce biais est celle du célèbre buteur Grigori Fedotov en provenance du Metallourg Moscou, qui aide le CDKA à atteindre la deuxième place du classement à la fin de l'exercice 1938, finissant à deux points du Spartak Moscou. Les années qui suivent voient l'équipe terminer troisième l'année suivante puis quatrième en 1940, cette période voyant notamment le club recruter Valentin Nikolaïev et Alekseï Grinine. Le déclenchement de la Seconde Guerre mondiale en juin 1941 voit une interruption du championnat soviétique tandis qu'une grande partie des joueurs sont envoyés au front. La direction du club tente cependant de retenir une partie de ceci et leur permettre de continuer à s'entraîner. L'équipe intègre ainsi le championnat de Moscou au printemps 1943 et l'emporte à l'issue de la saison.
Alors que la guerre arrive à son terme, la Coupe d'Union soviétique est relancée à l'été 1944 et voit le CDKA de Boris Arkadiev atteindre la finale de celle-ci, où il est cependant par le Zénith Léningrad sur le score de 2-1. Le championnat national reprend quant à lui en 1945 et voit le club être en nette concurrence avec le Dynamo Moscou, ce dernier remportant finalement le championnat tandis que le CDKA gagne la coupe nationale, constituant le premier titre national de son histoire. Porté notamment par les buteurs Grigori Fedotov et Vsevolod Bobrov, l'équipe remporte finalement son premier titre de champion dès la saison suivante et entame alors une période prolifique qui le voit gagner le championnat à quatre autres reprises jusqu'en 1951, tandis qu'il remporte en parallèle la coupe deux autres fois en 1948 et 1951, faisant à ces deux occasions le doublé coupe-championnat. Cette dernière année voit par ailleurs le club adopter le nom CDSA.
L'équipe est cependant affectée par la répression politique en 1952 et est dissoute sur ordre des autorités soviétiques après trois journées de championnat le 18 août 1952, ses joueurs étant réaffectés à d'autres équipes. La principale raison évoquée pour cette décision est la performance décevante de la délégation soviétique lors du tournoi de football des Jeux olympiques d'été de 1952, où la sélection composée en grande majorité de joueurs du CDSA et dirigée par Arkadiev est éliminée dès le premier tour par la Yougoslavie, future finaliste. Il est également suspecté que cette décision soit le fruit de pressions politiques, notamment de Lavrenti Beria, ancien chef du NKVD et supporter du Dynamo Moscou, afin d'éliminer la concurrence du CDSA qui est alors son principal rival de l'époque.

### 1953-1970: années creuses et sixième titre de champion
Alors que le CDSA disparaît des compétitions nationales pour les saisons 1952 et 1953, la mort de Joseph Staline, président du conseil des ministres de l'Union soviétique, au début du mois de mars 1953 amène à une réorganisation des ministères soviétiques, avec notamment la nomination de Nikolaï Boulganine au poste de ministre de la Défense, tandis que Lavrenti Beria est arrêté à l'été suivant. C'est dans ce contexte que Boulganine décide à l'automne 1953 de recréer les équipes sportives de l'Armée rouge, incluant le CDSA. Placé sous la direction de Grigori Pinaïtchev, avec comme adjoints Konstantin Liaskovski et Grigori Fedotov, le club reconstitue une nouvelle équipe ne contenant que peu de joueurs partis en 1952, la plupart étant soit trop vieux ou ayant depuis quitté le football. Certains de ces vétérans reviennent tout de même au club, les plus notables étant Anatoli Bashashkin et Aleksandr Petrov.
Le club fait son retour en championnat lors de la saison 1954 qui le voit finir en sixième position. L'exercice suivant est plus positif, l'équipe terminant cette fois troisième en championnat tandis qu'elle remporte la coupe nationale pour la quatrième fois de son histoire devant le Dynamo Moscou. Malgré ce succès, les années qui suivent sont difficiles pour le club, qui connaît des performances moyennes en championnat, enchaînant places de haut et de milieu de classement le long des années 1950 et 1960, bien qu'atteignant la finale de la Coupe en 1967 où il est défait par le Dynamo. Cette période le voit par ailleurs devenir le CSK MO en 1957 avant de prendre son nom actuel CSKA à partir de 1960,.
Dirigé par Valentin Nikolaïev à partir de 1969, qui fait son retour sur le banc après un premier passage entre 1964 et 1955, le CSKA termine sixième du championnat pour sa première saison et atteint la demi-finale de la coupe. La saison 1970 marque le retour du club sur le devant de la scène. Emmené notamment par Albert Chesternev, Vladimir Fedotov, Iouri Istomine, Vladimir Kaplitchny et Valentin Afonine, l'équipe parvient à accrocher la première place du classement au terme de l'exercice, à égalité de points avec le Dynamo Moscou. Le règlement de l'époque prévoit alors comme méthode de départage un match d'appui afin de déterminer le vainqueur de la compétition. Disputée dans un premier temps le 5 décembre 1970 à Tachkent, la rencontre s'achève sur un match nul 0-0 et est finalement rejouée le lendemain. Cette deuxième confrontation est beaucoup plus animée et voit le Dynamo prendre l'avantage au cours de la première période en menant 3 buts à 1 à la mi-temps. La seconde période voit le CSKA tenter de recoller au score, ce qui est chose faite à un quart de la fin grâce à des buts de Fedotov à la 71e minute puis de Vladimir Polikarpov quatre minutes plus tard sur penalty. Fedotov s'offre finalement un doublé dans les dernières minutes du temps réglementaire pour faire passer le score à 4-3 et assurer ainsi la victoire du CSKA qui remporte son premier championnat depuis 1951.

### 1971-1987: chute sportive et relégations
Le titre de champion de 1970 permet au CSKA de prendre part à sa première compétition européenne en disputant la Coupe des clubs champions européens l'année suivante. Vainqueur des Turcs de Galatasaray au premier tour, le parcours du club s'arrête cependant dès la phase suivante face à l'équipe belge du Standard de Liège, qui remonte une défaite 1-0 au match aller pour finalement l'emporter sur le score de 2-1 et éliminer les Soviétiques. Pendant ce temps, les résultats en championnat retombent très nettement par-rapport à l'exercice précédent et le club est même menacé par la relégation, terminent finalement douzième en fin de saison, n'étant sauvé que par le biais de ses résultats en confrontations directes face aux trois autres équipes comptant le même nombre de points. La saison 1972 démarre plus positivement pour l'équipe qui se place deuxième après dix rencontres avant de retomber par la suite pour ne terminer que cinquième. Alors que le CSKA se place en milieu de classement à la mi-saison 1973, Valentin Nikolaïev est finalement limogé par les dirigeants du club tandis que son remplaçant Vladimir Agapov ne peut faire mieux qu'une dixième position.
Les années qui suivent voient le CSKA connaître de très mauvais résultats en championnat, avec plusieurs places de bas de classement au cours des années 1970 et 1980 qui le font passer très près de la relégation, tandis que le club change d'entraîneur quasiment chaque année. La chute sportive de l'équipe atteint son apogée lors de la saison 1984, où la reprise de l'équipe par Iouri Morozov s'accompagne d'un renouvellement massif de l'effectif, renvoyant pas de moins de treize joueurs afin d'y inclure plus de jeunes joueurs tels que Dmitri Kuznetsov et Sergueï Fokine notamment. Cette décision a cependant des conséquences désastreuses en championnat, où l'équipe est surclassée par ses adversaires et termine largement dernière à sept points du maintien, débouchant sur la première relégation de l'histoire du club.
Malgré cela, la direction renouvelle sa confiance envers Morozov qui continue son travail de renouvellement lors de la pré-saison 1985 en faisant partir cette fois 28 joueurs, incluant des anciens tels qu'Aleksandr Tarkhanov, Viktor Koliadko, Nikolaï Boulgakov ou encore Valeri Glouchakov qui sont remplacés par treize arrivées, incluant Valdas Ivanauskas, Valeri Shmarov, Vladimir Tatarchouk et Igor Korneïev. Pour sa première saison au deuxième échelon, le CSKA termine dans un premier temps troisième du groupe Est avant de finir en deuxième position derrière le Daugava Riga lors de la deuxième phase, lui permettant de disputer les barrages de promotion où il est finalement vaincu par le Neftchi Bakou et le Tchernomorets Odessa. Il accède finalement à la promotion lors de la saison 1986 en remportant le championnat devant le Guria Lanchkhuti. Pour son retour dans l'élite, le CSKA échoue cependant à se maintenir, terminant avant-dernier derrière le Zénith Léningrad et connaissant une nouvelle fois la relégation à l'issue de l'exercice 1987, tandis que Morozov est limogé en fin de saison.

### 1988-1996: fin de la période soviétique et débuts dans le championnat russe
Morozov est remplacé par Sergueï Chapochnikov pour la saison 1988, qui voit le CSKA échouer à la promotion en finissant troisième derrière le Pamir Douchanbé et le Rotor Volgograd. Cet échec amène à son renvoi tandis que Pavel Sadyrine devient l'entraîneur du club pour l'exercice 1989 qui débouche cette fois sur une première position synonyme de promotion, l'équipe se distinguant notamment pour son efficacité offensive avec pas moins de 113 buts marqués en 42 matchs de championnat. Emmenée en grande partie par les joueurs introduits sous l'ère Morozov ainsi que par quelques recrues telles qu'Oleg Sergueïev et Valeri Massalitine et d'autres joueurs formés au club comme Ilshat Faïzouline, le CSKA effectue un retour remarqué dans l'élite lors de la saison 1990 en accrochant la deuxième position derrière le Dynamo Kiev.

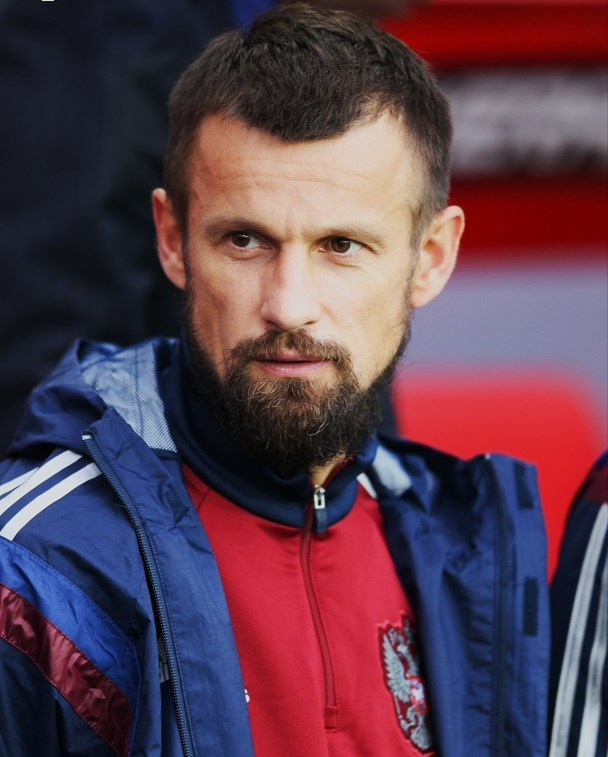
Sergueï Semak fait partie des joueurs qui intègrent l'équipe première durant l'ère Tarkhanov entre 1994 et 1996.

Poursuivant sur sa lancée lors de l'exercice 1991, l'équipe effectue dans un premier temps un très bon parcours en coupe nationale, éliminant le Dinamo Minsk et le Lokomotiv Moscou en début d'année avant l'emporter en finale face au Torpedo Moscou pour remporter sa cinquième coupe d'Union soviétique, la première depuis 1955. Cette victoire lui permet de participer à la Coupe des coupes lors de l'été 1991, où il est cependant éliminé d'entrée par l'AS Rome. Malgré cette déception, le CSKA poursuit sur sa lancée en championnat et parvient finalement à terminer en première position devant le Spartak Moscou, remportant son septième championnat, le premier depuis 1970, et effectuant de ce fait le troisième doublé de son histoire après 1948 et 1951. Tandis que le championnat soviétique s'achève définitivement à l'issue de cette dernière saison, la coupe d'Union soviétique se poursuit jusqu'au début de l'année 1992 et voit le club en atteindre à nouveau la finale, où il échoue cette fois face au Spartak Moscou.
La dissolution de l'Union soviétique en fin d'année 1991 voit l'établissement du nouveau championnat russe au début de l'année 1992, dont le CSKA devient une des vingt équipes fondatrices, faisant partie des six équipes russes ayant disputées la dernière saison de la première division soviétique. Ce changement géopolitique majeur s'accompagne du départ d'une grande partie de l'effectif champion l'année précédente, Igor Korneïev, Dmitri Galiamin, Dmitri Kuznetsov, Sergueï Dmitriev, Valeri Broshine et Vladimir Tatarchouk profitant de la nouvelle ouverture du pays pour partir dans des championnats européens étrangers. En complément, Pavel Sadyrine se voit proposer le poste de sélectionneur de la Russie et quitte son poste d'entraîneur en juin 1992, tandis que l'équipe reprise par Guennadi Kostylev termine cinquième du championnat. Celui-ci emmène également l'équipe en phase de groupes de la Ligue des champions en fin d'année 1992, battant pour ce faire le tenant du titre Barcelone à la faveur d'une victoire 3-2 au Camp Nou au match retour. Le club finit cependant largement dernier par la suite, subissant notamment une large défaite 6-0 sur la pelouse de l'Olympique de Marseille, futur vainqueur de la compétition.
Bien qu'atteignant la finale de la première édition de la Coupe de Russie, finalement perdue face au Torpedo Moscou à l'issue des tirs au but, les performances décevantes du CSKA en championnat lors du début de la saison 1993 amènent au renvoi de Kostylev au cours du mois d'août et son remplacement par Boris Kopeïkine qui ne peut faire mieux qu'une neuvième position. Celui-ci amène lui aussi le club en finale de la coupe l'année suivante mais échoue également devant le Spartak Moscou aux tirs au but. Kopeïkine est lui aussi renvoyé en juillet 1994 et remplacé par Aleksandr Tarkhanov qui ne peut faire mieux qu'une dixième place. Maintenu à son poste lors des deux saisons qui suivent, il permet au club de retrouver une certaine stabilité entre la cinquième et la sixième position, des résultats sportifs restant cependant en deçà de ceux des dernières saisons du championnat soviétique. Cette période voit notamment l'éclosion entre autres de Sergueï Semak, qui arrive de l'Asmaral Moscou à la mi-saison 1994, ainsi que de Dmitri Khokhlov, Vladislav Radimov et Valeri Minko.

### 1997-2003: instabilité, rachat par Eugeny Giner et premiers titres russes
La pré-saison 1997 est marquée par un conflit violent entre les dirigeants du club et ceux de la société omnisports du CSKA Moscou. Cette situation débouche sur une division de l'équipe en deux, l'une étant dirigée par Aleksandr Tarkhanov soutenu par le club de football et conservant la majorité des joueurs et de l'encadrement, tandis que la deuxième passe sous les ordres de Pavel Sadyrine, nommé par la société omnisports et se retrouvant sans effectif. Le litige est cependant réglé peu avant le début de la saison avec le départ de Tarkhanov pour le Torpedo Moscou, qui n'empêche cependant pas un exode massif de l'effectif, qui voit notamment Edgaras Jankauskas, Dmitri Khokhlov, Ievgueni Bushmanov, Dmytro Tyapushkin ou encore Vladimir Lebed quitter l'équipe tandis que Sergueï Semak et Valeri Minko décident de rester au club. Malgré les arrivées de Sergueï Choustikov, Dmitri Khomukha, Vladimir Koulik ou encore Maksim Bokov pour pallier ces départs, l'exercice 1997 s'avère très difficile pour le CSKA qui termine finalement douzième.

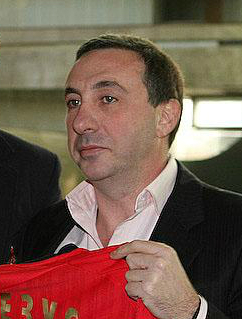
L'arrivée d'Eugeny Giner à la présidence du club s'accompagne d'un renouvellement massif de l'effectif entre 2001 et 2002.

Renforcée par les recrutements de sept nouveaux joueurs dont Oleg Kornaukhov, Ievgueni Varlamov, Sergueï Filippenkov au début d'année 1998, l'équipe connaît cependant un début de  championnat aussi décevant que le précédent et se place quatorzième à l'issue de la phase aller, amenant la direction du club à renvoyer Sadyrine tandis qu'Oleg Dolmatov le remplace à la tête de l'équipe. Sous ses ordres, le CSKA connaît une remontée spectaculaire au classement, remportant quatorze des quinze derniers matchs de la saison pour finalement s'adjuger la deuxième place à seulement trois points du Spartak Moscou. Cette performance lui permet de se qualifier pour la Ligue des champions à l'été 1999, où il est cependant éliminé d'entrée par Molde lors de la phase qualificative. Terminant troisième lors de la saison 1999, Dolmatov amène également le club à une nouvelle finale de coupe au mois de mai 2000, échouant malgré tout lui aussi face au Lokomotiv Moscou. Malgré cela, le mauvais début de saison du CSKA en championnat amène finalement à sa démission au mois de mai et son remplacement par Sadyrine, qui effectue là son troisième passage au club et termine huitième en fin de saison.
Le mois de février 2001 est marqué par le rachat du club par ABO-Kapital, qui rachète la majorité des actions du club, tandis que le reste des parts est partagé entre le ministère de la Défense russe et la société anglaise Blue Castle Enterprises Limited, l'homme fort de ce rachat étant l'homme d'affaires Eugeny Giner qui accède à la présidence du club. Du fait de l'arrivée tardive de ce repreneur, l'équipe n'est pas réellement renforcée lors du début de la saison 2001, bien que Denis Popov, Serhiy Perkhun et Juris Laizāns soient tout de même recrutés peu avant la fin des transferts hivernaux. Malgré cela, l'équipe connaît un exercice similaire au précédent, terminant finalement septième alors que la fin de saison est marquée par la mort de Serhiy Perkhun lors d'un match face à l'Anji Makhatchkala au mois d'août tandis que Pavel Sadyrine quitte son poste pour des raisons médicales au mois d'octobre avant de décéder lui aussi le 1er décembre.
L'influence du nouvel actionnaire se fait sentir au cours de l'été 2001 et de l'hiver 2002, qui voit un renouvellement massif de l'effectif avec les arrivées de Dmitri Kiritchenko, Elvir Rahimić, Rolan Goussev, Igor Yanovski, Andreï Solomatine, Deividas Šemberas, Viatcheslav Daïev, Bohdan Shershun ainsi que des frères Alexeï et Vassili Bérézoutski. Dans le même temps, le très côté Valeri Gazzaev arrive à la tête de l'équipe première au mois de novembre 2001. Quelques mois seulement après l'arrivée de ce dernier, le CSKA effectue un bon parcours en Coupe de Russie qui le voit atteindre sa quatrième finale en neuf ans en mai 2002, celle-ci se concluant cette fois sur une victoire de l'équipe de l'armée qui parvient à vaincre le Zénith Saint-Pétersbourg de Iouri Morozov pour s'adjuger son premier titre depuis la fin de l'Union soviétique. En championnat, l'équipe parvient à retrouver le haut du classement et se joint à la lutte pour le titre face au Lokomotiv Moscou, les deux terminant à égalité de points et devant se départager lors d'un match d'appui disputé le 21 novembre 2002, qui se conclut cependant sur une défaite du CSKA sur le score de 1-0. Cette déception n'empêche cependant pas le club de continuer sur sa lancée lors de l'exercice 2003, avec notamment les arrivées de Jiří Jarošík et Ivica Olić qui lui permettent cette fois de l'emporter devant le Zénith Saint-Pétersbourg et de gagner son premier championnat de l'ère russe. L'équipe prend également part à la Ligue des champions à l'été 2003, mais est éliminée d'entrée en phase qualificative par l'équipe macédonienne du Vardar Skopje.

### 2004-2009: ère Gazzaev et victoire en Coupe UEFA

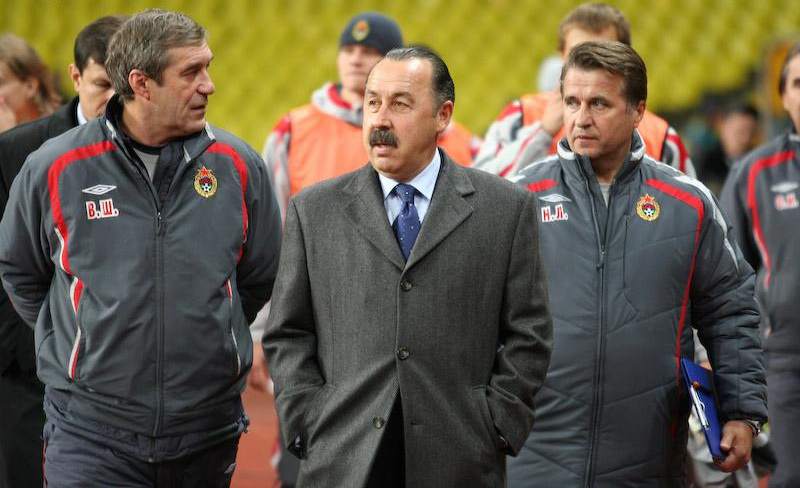
Le passage de Valeri Gazzaev entre 2002 et 2008 marque la deuxième période prolifique du CSKA.

Après cette victoire, Valeri Gazzaev décide quitter son poste au mois de novembre 2003 et est remplacé par le Portugais Artur Jorge, qui est le premier entraîneur étranger de l'histoire du club. En parallèle, le CSKA fait les acquisitions de Sergueï Ignachevitch, Ievgueni Aldonine, Daniel Carvalho, Iouri Jirkov, Chidi Odiah. Malgré ces renforcements, le club connaît un début de championnat décevant, se plaçant cinquième à l'issue de la phase aller, ce qui amène au renvoi de Jorge et au retour de Valeri Gazzaev à la tête de l'équipe tandis que Vágner Love et Miloš Krasić sont recrutés. Ces changements ne permettent cependant pas au CSKA de refaire son retard et celui-ci termine finalement deuxième à un point du Lokomotiv Moscou à l'issue de l'exercice 2004, échouant à conserver son titre. Dans le même temps, l'équipe débute à l'été 2004 sa campagne de qualification en Ligue des champions, lors de laquelle elle parvient à se défaire successivement du Neftchi Bakou et des Glasgow Rangers pour accéder à la phase de groupes pour la première fois depuis 1992. Tiré dans le groupe H, le club ne parvient cependant pas à poursuivre son aventure dans la compétition, terminant derrière Chelsea et le FC Porto, tenant du titre, mais finissant tout de même devant le Paris Saint-Germain afin d'être repêché dans la Coupe UEFA.
Affaibli par les départs de Sergueï Semak, Dmitri Kiritchenko et Jiří Jarošík à l'hiver 2005, le CSKA entame sa campagne en Coupe UEFA en triomphant du Benfica Lisbonne lors des seizièmes de finale avant de l'emporter face au Partizan Belgrade lors du tour suivant. Confronté aux Français de l'AJ Auxerre en quarts de finale, les Russes l'emportent largement lors du match aller à domicile sur le score de 4-0, qui leur permet de se qualifier malgré une défaite 2-0 en France au match retour. Pour la première demi-finale européenne de son histoire, le club se trouve confronté à l'équipe italienne de Parme, contre qui il obtient un match nul et vierge à l'extérieur avant de l'emporter 3-0 à Moscou pour accéder à la finale de la compétition face au Sporting Portugal. Disputée le 19 mai 2005 à l'Estádio José Alvalade XXI, stade du Sporting qui joue donc officieusement « à domicile », la rencontre voit les Portugais ouvrir le score à l'heure de jeu par l'intermédiaire de Rogério avant que les Moscovites ne renversent la tendance au cours de la deuxième période, Alexeï Bérézoutski remettant les deux équipes à égalités à la 56e minute avant qu'Iouri Jirkov ne donne l'avantage aux siens neuf minutes plus tard et que Vágner Love n'assure la victoire du CSKA à la 75e minute, permettant au club de remporter la première compétition européenne d'un club russe depuis la chute de l'Union soviétique. Dans la foulée de cette victoire, le club remporte la Coupe de Russie face au FK Khimki seulement dix jours après avant de finir premier du championnat russe à la fin de l'année 2005, réalisant un triplé historique, bien que légèrement entaché par l'élimination rapide du club en phase de groupes de la Coupe UEFA à l'automne.

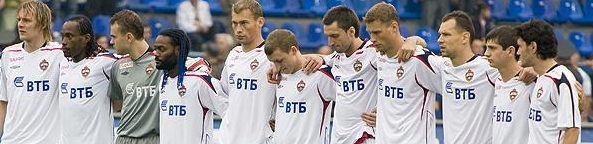
L'équipe du CSKA en 2008.

Ne faisant que l'acquisition de l'attaquant brésilien Jô lors de l'hiver 2006, le CSKA connaît une saison 2006 elle aussi prolifique sur le plan national, en conservant son titre en Coupe au détriment du Spartak Moscou au mois de mai avant de gagner également le championnat en fin d'année face à ce même adversaire, réalisant ainsi un deuxième doublé d'affilée. Il termine en parallèle troisième de son groupe en Ligue des champions et est repêché en Coupe UEFA où il est cependant éliminé en seizièmes de finale par le Maccabi Haïfa au mois de février 2007. De manière générale l'année 2007 correspond à une rechute des résultats, le club échouant à conserver son titre en coupe nationale et finissant troisième du championnat tandis qu'il est sèchement éliminé de la Ligue des champions, finissant dernier du groupe G avec un seul point. La dernière année de l'ère Gazzaev voit le CSKA échouer à nouveau à reconquérir le titre de champion, finissant deuxième à l'issue de l'exercice 2008, bien qu'il remporte la coupe nationale face à l'Amkar Perm. Valeri Gazzaev quitte par la suite son poste à l'issue de la saison et est remplacé par le Brésilien Zico, qui conserve la Coupe de Russie mais est renvoyé au mois de septembre en raison des mauvais résultats en championnat, l'Espagnol Juande Ramos reprenant dans un premier temps les rênes de l'équipe avant que les dirigeants n'engage en toute fin de saison Leonid Sloutski, tandis que l'équipe termine cinquième, son pire classement depuis 2001.

### 2010-2016: ère Sloutski

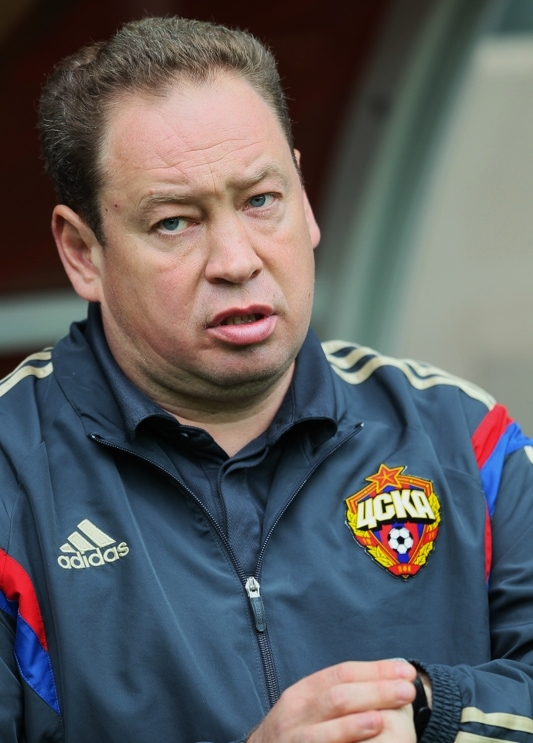
Sous les ordres de Leonid Sloutski, le CSKA remporte trois championnats et deux coupes nationales entre 2011 et 2016.

La fin d'année 2009 voit le CSKA terminer deuxième de son groupe de Ligue des champions derrière Manchester United, lui permettant de se qualifier pour la phase finale de la compétition pour la première fois de son histoire. Renforcé par les arrivées de Kirill Nababkine et Keisuke Honda lors de l'hiver 2010, l'équipe russe se voit confrontée au club espagnol du Séville FC contre qui elle concède dans un premier temps le match nul 1-1 à domicile mais finit par l'emporter lors match retour en Espagne, des buts de Tomáš Necid et Keisuke Honda permettant aux Moscovites de s'imposer 2-1. Le parcours s'arrête cependant au tour suivant, le CSKA tombant face à l'Inter Milan, futur vainqueur de la compétition, qui remporte les deux manches sur le score de 1-0 chaque. Se renforçant à l'été avec les arrivées de Seydou Doumbia, Zoran Tošić qui compensent le départ de Miloš Krasić, le club parvient à s'immiscer dans les premières places du championnat et à prendre part à la course au titre face au Zénith Saint-Pétersbourg, cependant, plombé par de nombreux matchs nuls lors de la fin de saison, il doit finalement se contenter de la deuxième position. Qualifié pour la phase de groupes de la Ligue Europa, le CSKA domine nettement son groupe et termine largement premier avec cinq victoires et un match nul et se qualifié pour la phase finale en début d'année 2011 où il fait tomber dans un premier temps le PAOK Salonique avant de chuter au mois de mars devant le FC Porto, futur vainqueur de la compétition,.

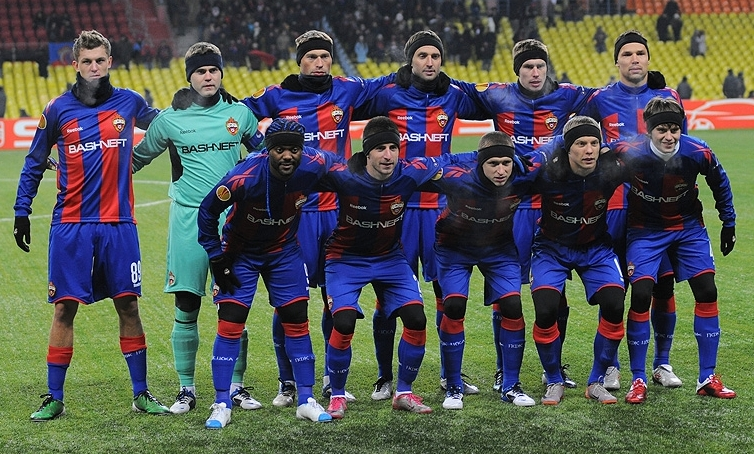
Photo d'équipe du CSKA en février 2011.

Deux mois après cette élimination, le CSKA parvient à se qualifier pour la finale de la Coupe de Russie, qu'il remporte face à l'Alania Vladikavkaz au mois de mai. L'année 2011 est également marquée par une réorganisation du championnat russe qui abandonne son calendrier estival sur une année pour passer à un calendrier hivernal sur deux années lors de la saison 2011-2012. Pour faciliter cette transition, la compétition est divisée en deux phases distinctes, la première en 2011 et la deuxième en 2012. Une nouvelle fois en concurrence avec le Zénith Saint-Pétersbourg, le CSKA parvient à accrocher la deuxième place du classement lors de la première phase et à se qualifier pour le groupe du titre. La deuxième partie de saison est cependant plus difficile et voit le club être rapidement largué au classement, tandis que le Spartak Moscou le dépasse en fin de championnat et s'adjuge la deuxième place. Sur le plan européen, l'équipe parvient une nouvelle fois à sortir de son groupe en Ligue des champions, finissant deuxième derrière l'Inter Milan. Il est cependant éliminé d'entrée lors de la phase finale par le Real Madrid qui s'impose sur le score cumulé de 5-2.
Tandis que l'hiver 2012 voit le club recruter Pontus Wernbloom et Ahmed Musa tandis que Vágner Love s'en va, l'été 2012 est quant à lui marqué par les départs des deux autres vétérans Deividas Šemberas et Ievgueni Aldonine, qui sont remplacés par Mário Fernandes et Rasmus Elm. Après une élimination rapide lors des barrages de la Ligue Europa face à l'AIK Solna, le CSKA ne peut que se concentrer sur les compétitions nationales, ce qui le voit remporter son premier titre de champion depuis 2006 devant le Zénith Saint-Pétersbourg à l'issue de l'exercice 2012-2013 tandis qu'il réussit le doublé peu de temps après en remportant la Coupe face à l'Anji Makhatchkala.
Ayant brièvement fait son retour pour la fin de saison dernière, Vágner Love est revendu dès l'été 2013 en Chine au Shandong Luneng. Il est également accompagné de Pavel Mamaïev qui s'en va au FK Krasnodar tandis que Tomáš Necid et Keisuke Honda quittent eux aussi le club, que ce soit définitivement ou en prêt. Ces départs sont compensés par les arrivées de Vitinho, Georgi Milanov et Steven Zuber. Malgré une déception en Ligue des champions avec une dernière place dans le groupe D, le CSKA parvient à conserver son titre, une nouvelle fois devant le Zénith, à l'issue de la saison 2013-2014, bien qu'il échoue à ce faire dans la coupe nationale où il est éliminé au stade des demi-finales par le FK Krasnodar.
L'été 2014 voit notamment Seydou Doumbia, Rasmus Elm et Steven Zuber quitter le club, tandis que Vitinho s'en va en prêt à l'Internacional et qu'Elvir Rahimić met un terme à sa carrière. Ces joueurs sont remplacés par Bibras Natkho, Roman Eremenko et Carlos Strandberg. Cela n'empêche cependant pas l'exercice 2014-2015 d'être plus décevant que les précédents, le CSKA étant une nouvelle fois éliminé de la Ligue des champions comme dernier de groupe et échouant cette fois à conserver le titre de champion, terminant deuxième à sept points du Zénith Saint-Pétersbourg. Malgré cela peu de changements sont effectués lors de l'intersaison, la seule arrivée notable étant celle de Seydou Doumbia en prêt de l'AS Rome. Ce choix s'avère payant, la saison 2015-2016 voyant le CSKA son sixième titre de champion de Russie devant le FK Rostov et atteindre la finale de la Coupe, où il est cependant défait par le Zénith, tandis que son parcours en Ligue des champions débouche sur une nouvelle élimination en phase de groupes.

### 2016-: fin de génération et reconstruction
La période estivale de 2016 s'avère elle aussi relativement calme, n'étant marquée que par la vente d'Ahmed Musa à Leicester City pour près de 20 millions d'euros, tandis qu'Alekseï Ionov et Lacina Traoré rejoignent le club en prêt. Malgré un bon début de saison 2016-2017, les performances du CSKA faiblissent de manière lors des dernières rencontres de la phase aller, le faisant pointer à onze points du Spartak Moscou, leader à la mi-saison. En parallèle le parcours en Ligue des champions est une nouvelle fois décevant, l'équipe n'obtenant que trois points en six matchs. À la suite de la défaite 3-1 contre Tottenham Hotspur lors de la dernière journée de la phase de groupes le 7 décembre 2016, Leonid Sloutski annonce officiellement sa démission après sept années passées au club. Il est par la suite remplacé par Viktor Goncharenko qui décide de s'appuyer sur des joueurs peu utilisés tels que Vitinho ou Viktor Vassine et voit le CSKA réaliser une deuxième partie de saison nettement plus positive, avec seulement une défaite en quinze matchs pour accrocher la deuxième place derrière le Spartak Moscou.
Après un été marqué par le départ de Zoran Tošić, qui quitte officiellement le club après sept années de présence, le club connaît un début d'exercice 2017-2018 passable sur le plan domestique, ne se classant que cinquième du championnat à la trêve hivernale. Il se rattrape cependant en Ligue des champions où il parvient à accrocher la troisième du groupe A et à être repêché en Ligue Europa où il dispute sa première phase finale européenne depuis 2012. Recrutant Ahmed Musa en prêt ainsi que le jeune internationale croate Kristijan Bistrović au cours de l'hiver 2018, le CSKA entame la deuxième partie de sa campagne européenne face à l'Étoile rouge de Belgrade lors des seizièmes de finale, dont il parvient à se défaire sur le score d'1-0 grâce à un but d'Alan Dzagoev au match retour. Opposé à l'Olympique lyonnais lors du tour suivant, les Moscovites sont dans un premier temps battus à domicile 1-0 mais parviennent à renverser la tendance au match retour en l'emportant 3-2, avec notamment une performance marquée du jeune Aleksandr Golovine qui marque un but. L'aventure s'arrête cependant au stade des quarts de finale face à Arsenal où les Russes sont battus lourdement sur l'ensemble des deux manches sur le score de 6-3. En championnat, le CSKA parvient à renverser sa tendance négative et termine finalement deuxième à deux points du Lokomotiv Moscou.
La pré-saison 2018-2019 voit le départ de plusieurs cadres emblématiques des années précédentes, Alexeï et Vassili Bérézoutski ainsi que Sergueï Ignachevitch prenant tous les trois leurs retraites durant l'été 2018 tandis qu'Aleksandr Golovine est vendu pour 30 millions d'euros à l'AS Monaco et Vitinho pour 12 millions à Flamengo. Ahmed Musa rentre également à Leicester City à l'issue de son prêt tandis que Bibras Natkho, Pontus Wernbloom et Georgi Milanov quittent tous le club à l'issue de leurs contrats. Le CSKA entame donc un large recrutement, principalement de jeunes joueurs tels qi'Ivan Obliakov, Ilzat Akhmetov, Nikola Vlašić, Jaka Bijol, Takuma Nishimura, Arnór Sigurðsson et Rodrigo Becão, ainsi que de quelques joueurs plus expérimentés comme Hörður Magnússon et Abel Hernández, l'intégralité du recrutement ne dépassant pas les 10 millions d'euros. À l'occasion d'une saison consacrée principalement à la reconstruction de l'effectif, l'équipe échoue dans un premier temps à sortir de son groupe de Ligue des champions malgré deux victoires sur le Real Madrid, triplé tenant du titre. Elle connaît également des difficultés en championnat avec des résultats inconstants qui débouchent sur une quatrième position en fin d'exercice, plus mauvais classement du club depuis la saison 2009, tandis que le jeune Fiodor Chalov termine meilleur buteur de la compétition avec quinze buts marqués.
L'été 2019 s'avère relativement calme au niveau du recrutement, le seul achat d'envergure étant la signature permanente de Nikola Vlašić pour près de 16 millions d'euros tandis que Sergueï Tkatchiov et Nikita Chernov sont vendus pour environ 2,5 millions d'euros. Quittant le club gratuitement ou en fin de prêt, Abel Hernández et Rodrigo Becão sont les autres départs notables de la période estivale. Durant la deuxième partie de saison dans le championnat, marquée notamment par l'interruption liée à la pandémie de Covid-19 en Russie, le club continue de lutter tout le long pour la qualification en Ligue des champions, mais termine finalement à la quatrième position, à deux points de Krasnodar, devant alors se contenter une fois de plus de la Ligue Europa.
Après la brève intersaison précédant le début de l'exercice 2020-2021, le CSKA prend notamment part à la phase de groupes de la Ligue Europa, où elle connaît encore des performances particulièrement médiocres avec un bilan de trois défaites et trois matchs nuls. Dans le même temps, le club continue à jouer les premiers rôles sur le plan domestique et prend part à la bataille pour le titre durant la première partie de saison en occupant pendant un temps la tête du championnat et se classant deuxième à la trêve. Malgré l'arrivée en prêt du buteur Salomón Rondón durant l'hiver, une reprise décevante avec seulement une victoire en quatre matchs font retomber l'équipe en cinquième place et marque la fin de l'ère Goncharenko, dont le contrat est rompu par consentement mutuel le 22 mars 2021. Il est remplacé dans la foulée par Ivica Olić. Finissant sixième au terme de la saison, le CSKA échoue ainsi à se qualifier pour les compétitions européennes pour la première fois depuis la saison 2000 tandis qu'Olić quitte ses fonctions dans la foulée sur fond de désaccords avec sa direction.
La pré-saison de l'été 2021 démarre ainsi sous la direction de l'ancien joueur du club Alexeï Bérézoutski, qui assure dans un premier temps l'intérim avant d'être confirmé comme entraîneur à la mi-juillet. Le mercato qui s'ensuit est notamment marqué par le départ de Nikola Vlašić, élu meilleur joueur du championnat russe l'année précédente, qui rejoint le club anglais de West Ham United pour près de 30 millions d'euros. Malgré l'absence de compétitions européennes, le CSKA connaît à nouveau une saison moyenne qui le voit principalement naviguer entre la sixième et la troisième position. En février 2022, à la suite de l'invasion de l'Ukraine par la Russie, le club est touché par des sanctions financières du Trésor des États-Unis en tant qu'avoir de la banque d'État VEB, propriétaire du club tandis que les clubs russes sont exclus des compétitions internationales. Le CSKA termine par la suite cinquième du championnat. Dans la foulée de la fin de saison, Bérézoutski est remplacé par l'entraîneur du FK Sotchi Vladimir Fedotov.

## Bilan sportif

### Palmarès
| Compétitions russes | Compétitions soviétiques | Compétitions internationales |
| --- | --- | --- |
| - Championnat de Russie (6) - Champion : 2003, 2005, 2006, 2013, 2014 et 2016. - Vice-champion : 1998, 2002, 2004, 2008, 2010, 2015, 2017, 2018 et 2023. - Coupe de Russie (9) - Vainqueur : 2002, 2005, 2006, 2008, 2009, 2011, 2013, 2023 et 2025. - Finaliste : 1993, 1994, 2000 et 2016. - Supercoupe de Russie (7) - Vainqueur : 2004, 2006, 2007, 2009, 2013, 2014 et 2018. - Finaliste : 2003, 2010, 2011et 2016. | - Championnat d'Union soviétique (7) - Champion : 1946, 1947, 1948, 1950, 1951, 1970 et 1991. - Vice-champion : 1938, 1945, 1949 et 1990. - Coupe d'Union soviétique (5) - Vainqueur : 1945, 1948, 1951, 1955 et 1991. - Finaliste : 1944, 1967 et 1992. - Championnat d'Union soviétique de D2 (2) - Champion : 1986 et 1989. | - Ligue des champions - Quarts de finale : 2010. - Ligue Europa (1) - Vainqueur : 2005. - Coupe des coupes - Premier tour : 1991 et 1994. - Supercoupe de l'UEFA - Finaliste : 2005. |

### Classements en championnat
La frise ci-dessous résume les classements successifs du club en championnat d'Union soviétique.
La frise ci-dessous résume les classements successifs du club en championnat de Russie.

### Bilan général
|               | Compétition                          | Titres | M     | V     | N   | D   | BP    | BC    | Diff.  |
| URSS          | Championnat d'Union soviétique       | 7      | 1 350 | 599   | 368 | 383 | 2 076 | 1 481 | +595   |
| URSS          | Championnat d'Union soviétique de D2 | 2      | 176   | 99    | 44  | 33  | 333   | 141   | +192   |
| URSS          | Coupe d'Union soviétique             | 5      | 192   | 118   | 28  | 46  | 371   | 181   | +190   |
| URSS          | Coupe de la fédération               | -      | 9     | 1     | 3   | 5   | 5     | 17    | -12    |
| URSS          | Total URSS                           | 14     | 1 727 | 817   | 443 | 467 | 2 785 | 1 820 | +965   |
|               |                                      |        |       |       |     |     |       |       |        |
| Russie        | Championnat de Russie                | 6      | 953   | 498   | 221 | 234 | 1 535 | 895   | +640   |
| Russie        | Coupe de Russie                      | 8      | 126   | 80    | 21  | 25  | 215   | 102   | +113   |
| Russie        | Supercoupe de Russie                 | 7      | 11    | 7     | 1   | 3   | 20    | 11    | +9     |
| Russie        | Coupe de la Ligue                    | -      | 2     | 1     | 0   | 1   | 3     | 3     | 0      |
| Russie        | Total Russie                         | 21     | 1 092 | 586   | 243 | 263 | 1 773 | 1 011 | +762   |
|               |                                      |        |       |       |     |     |       |       |        |
| International | Ligue des champions                  | -      | 104   | 34    | 24  | 46  | 125   | 155   | -30    |
| International | Coupe des coupes                     | -      | 4     | 2     | 0   | 2   | 5     | 5     | 0      |
| International | Ligue Europa                         | 1      | 69    | 31    | 18  | 20  | 97    | 67    | +30    |
| International | Supercoupe de l'UEFA                 | -      | 1     | 0     | 0   | 1   | 1     | 3     | -2     |
| International | Coupe de la CEI                      | -      | 14    | 8     | 4   | 2   | 22    | 14    | +8     |
| International | Total International                  | 1      | 192   | 75    | 46  | 71  | 250   | 244   | +6     |
|               |                                      |        |       |       |     |     |       |       |        |
| Total         | Total                                | 36     | 3 011 | 1 478 | 732 | 801 | 4 808 | 3 075 | +1 733 |

## Identité du club

### Noms
- 1911-1923 : OLLS (en russe : Обществе любителей лыжного спорта (ОЛЛС), Obchtchestvié lioubiteleï lyjnogo sporta signifiant « Société des amateurs de sports de ski »).
- 1923-1928 : OPPV (en russe : Опытно-показательная площадка Всевобуча (ОППВ), Opitno-pokazatelnaïa plochtchadka Vsevoboutcha signifiant « Terrain d'expérimentation et de démonstration du Vsevoboutch (en) », Vsevoboutch étant un mot-valise pour « formation militaire universelle » (en russe : всеобщее военное обучение, vseobchtchéïé voïennoïe oboutchenié) qui est le nom donné à la conscription en usage dans la RSFS de Russie entre 1918 et 1923.
- 1928-1951 : CDKA (en russe : Центральный дом Красной армии (ЦДКА), Tsentralny dom Krasnoï armi signifiant « Maison centrale de l'Armée rouge »)[42].
- 1951-1957 : CDSA (en russe : Центральный дом Советской армии (ЦДСА), Tsentralny dom Sovietskoï armi signifiant « Maison centrale de l'Armée soviétique »).
- 1957-1960 : CSK MO (en russe : Центральный спортивный клуб Министерства обороны (ЦСК МО), Tsentralny sportivny klub Ministerstva oborony signifiant « Club sportif central du ministère de la Défense »).
- depuis 1960 : CSKA (en russe : Центральный спортивный клуб армии (ЦСКА), Tsentralny sportivny klub armi signifiant « Club sportif central de l'Armée »).

### Historique du logo
La galerie suivante liste les différents logos connus du club au cours de son existence,.

OLLS (1911-1923)
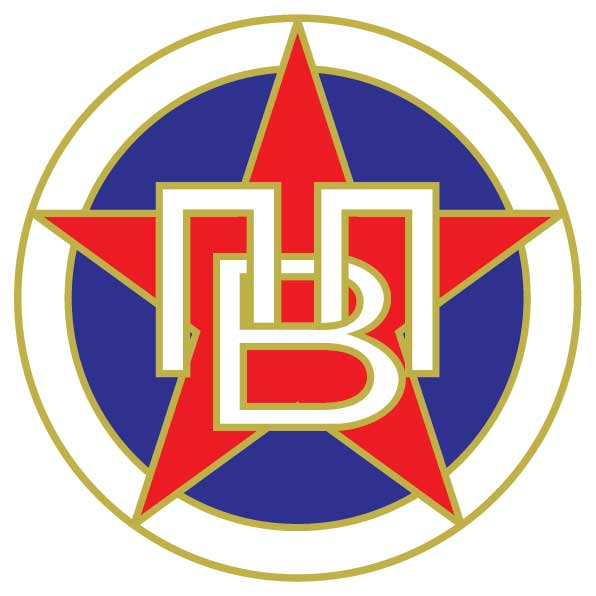
OPPV (1923-1927)
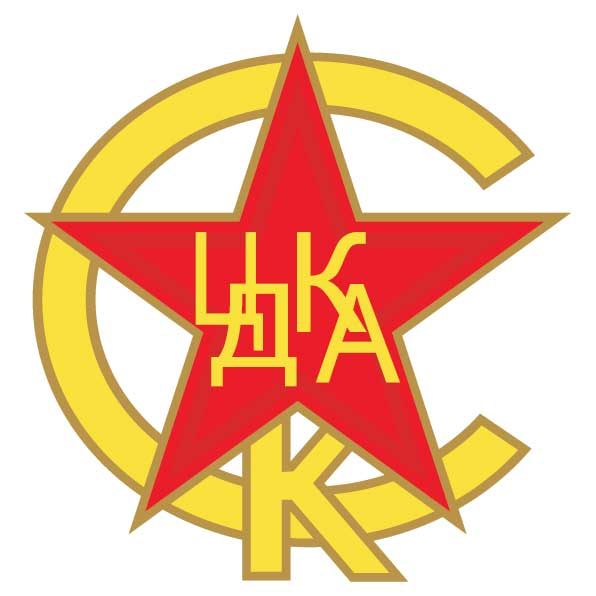
CDKA (1928-1951)
CDSA (1951-1957)
CSK MO (1957-1959)
1960-1968
1969-1988
1989-1990
1991-1995
1996-1997
1998-2007
Depuis 2008

### Stades et affluences
Au cours de son existence, le CSKA Moscou a disputé ses rencontres à domicile au sein de près de trente-six stades différents, tous n'étant pas forcément situés à Moscou. En termes de matchs, le club a principalement joué dans le stade Dynamo (601 matchs entre 1937 et 2008), le stade Loujniki (279 matchs entre 1956 et 2013), le stade Grigori-Fedotov (121 matchs entre 1974 et 2001) et l'Arena Khimki (95 matchs entre 2010 et 2016). Depuis 2016, le club évolue au sein de la VEB Arena, d'une capacité de 30 000 places.
Le graphique suivant représente le nombre moyen de spectateurs à domicile du CSKA Moscou en championnat par match par saison depuis 1992.

## Joueurs et personnalités du club

### Entraîneurs
La liste suivante présente les différents entraîneurs du club depuis 1936 :
- Pavel Khalkiopov (en) (1936)
- Mikhaïl Rouchtchinski (en) (1937-1939)
- Sergueï Boukteïev (en) (1940-mai 1941)
- Piotr Iejov (en) (mai 1941-juin 1941)
- Ievgueni Nikichine (en) (1942-juin 1944)
- Boris Arkadiev (juillet 1944-août 1952)
- Grigori Pinaïtchev (en) (1954-1957)
- Boris Arkadiev (1958-1959)
- Grigori Pinaïtchev (en) (1960)
- Konstantin Beskov (1961-1962)
- Viatcheslav Soloviov (1963-juin 1964)
- Valentin Nikolaïev (juin 1964-1965)
- Sergueï Chapochnikov (en) (1966-mai 1967)
- Alekseï Kalinine (ru) (intérim) (mai 1967)
- Vsevolod Bobrov (mai 1967-1969)
- Valentin Nikolaïev (1970-1973)
- Vladimir Agapov (en) (1974)
- Anatoli Tarassov (1975)
- Aleksei Mamykin (1976-mai 1977)
- Vsevolod Bobrov (mai 1977-1978)
- Sergueï Chapochnikov (en) (1979)
- Oleg Bazilevitch (en) (janvier 1980-septembre 1982)
- Albert Chesternev (septembre 1982-août 1983)
- Sergueï Chapochnikov (en) (août 1983-décembre 1983)
- Iouri Morozov (1984-novembre 1987)
- Sergueï Chapochnikov (en) (novembre 1987-décembre 1988)
- Pavel Sadyrine (janvier 1989-17 juillet 1992)
- Guennadi Kostylev (juillet 1992-août 1993)
- Boris Kopeïkine (août 1993-juillet 1994)
- Aleksandr Tarkhanov (juillet 1994-janvier 1997)
- Pavel Sadyrine (janvier 1997-juillet 1998)
- Oleg Dolmatov (juillet 1998-mai 2000)
- Pavel Sadyrine (juillet 2000-octobre 2001)
- Aleksandr Kouznetsov (en) (octobre 2001-novembre 2001)
- Valeri Gazzaev (novembre 2001-novembre 2003)
- Artur Jorge (novembre 2003-juillet 2004)
- Valeri Gazzaev (juillet 2004-novembre 2008)
- Zico (janvier 2009-septembre 2009)
- Juande Ramos (septembre 2009-octobre 2009)
- Leonid Sloutski (octobre 2009-décembre 2016)
- Viktor Goncharenko (décembre 2016-mars 2021)
- Ivica Olić (mars 2021-juin 2021)
- Alexeï Bérézoutski (juin 2021-juin 2022)
- Vladimir Fedotov (depuis juin 2022)

### Joueurs emblématiques

#### Distinctions individuelles

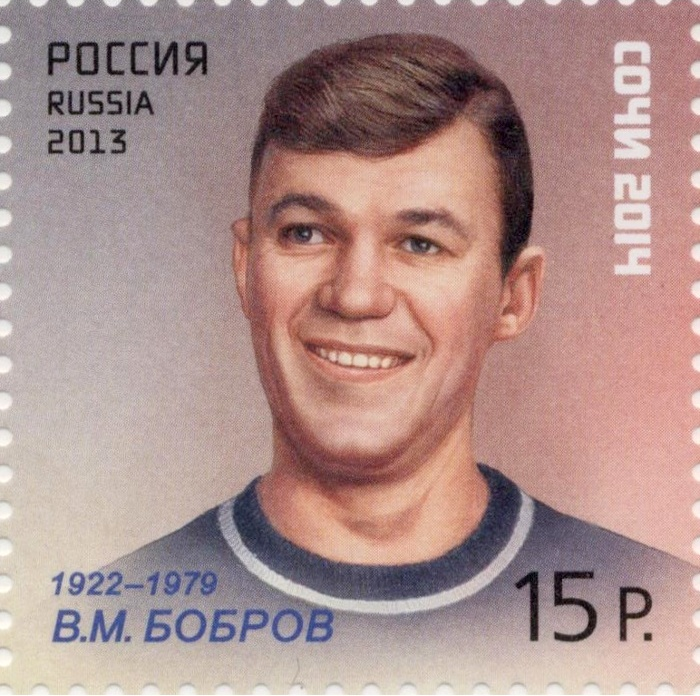
De passage au club entre 1945 et 1949, Vsevolod Bobrov y termine par deux fois meilleur buteur du championnat soviétique.

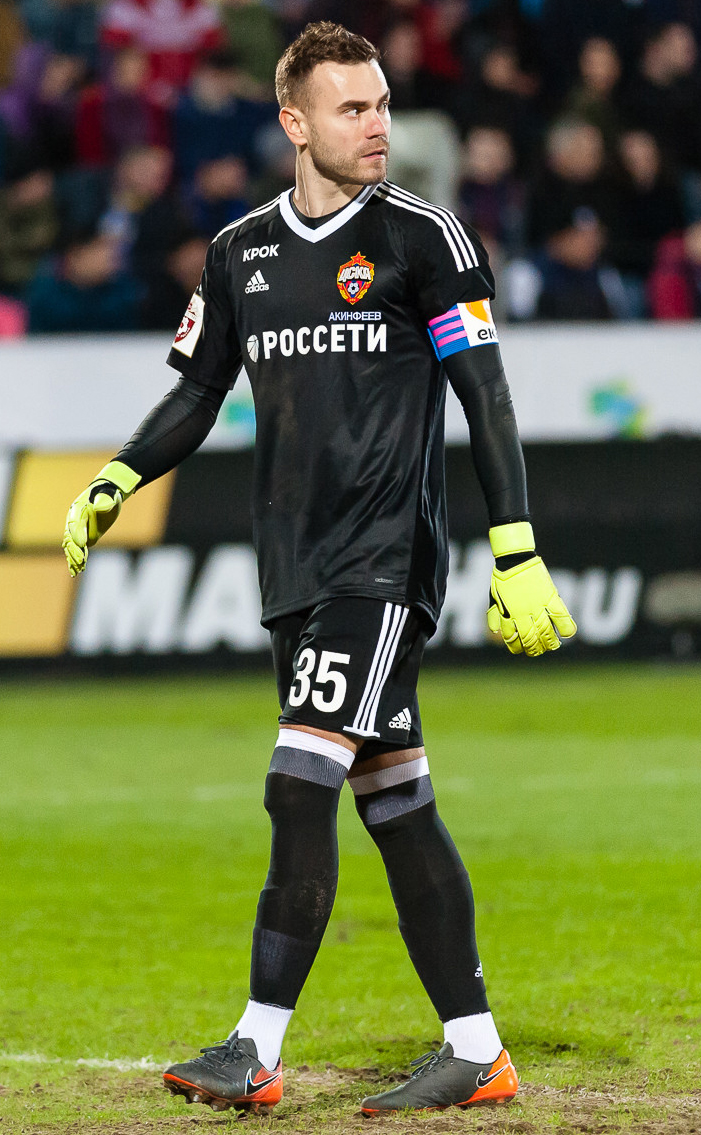
Formé au club et présent depuis 2003, Igor Akinfeïev est le joueur le plus capé de l'histoire du CSKA.

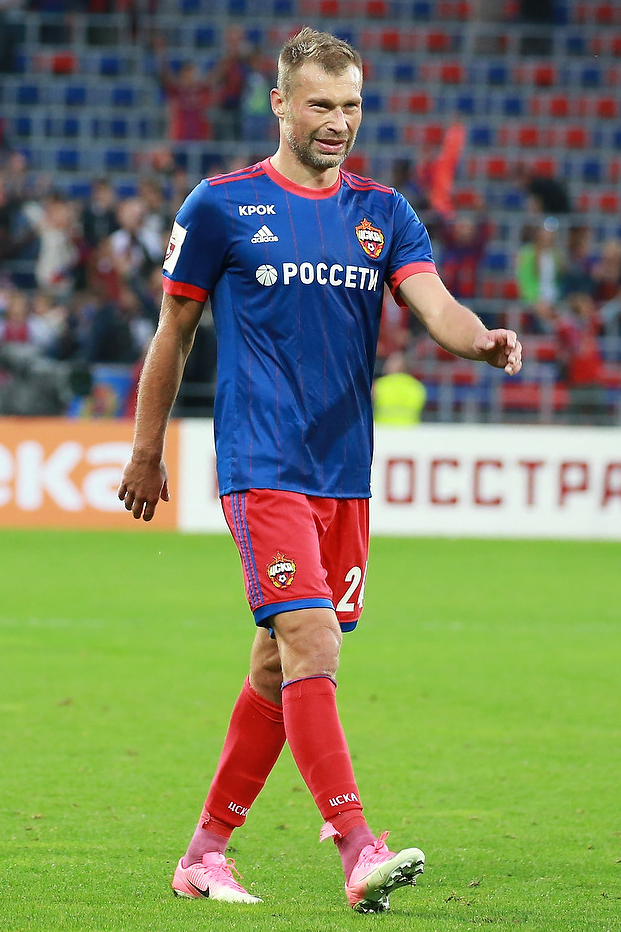
Vassili Bérézoutski (ici en photo) et son frère Alexeï ont tous les deux évolués au CSKA pendant près de deux décennies et sont considérés comme des légendes du club.

La liste suivante présente les joueurs ayant obtenu des distinctions individuelles notables au cours de leur passage au club ou qui sont explicitement désignés comme étant des « légendes » du CSKA.
| Nom                        | Période au club          | Distinction(s) |
| -------------------------- | ------------------------ | --- |
| Konstantin Jiboïedov (ru)  | 1916-1928                | Légende du club. |
| Ievgueni Nikichine (ru)    | 1921-1938                | Légende du club. |
| Konstantin Liaskovski (ru) | 1926-1949                | Légende du club. Équipe-type du championnat soviétique en 1938. |
| Ivan Kotchetkov (ru)       | 1936-1937 1943-1950      | Équipe-type du championnat soviétique en 1948. |
| Grigori Fedotov            | 1938-1949                | Légende du club. Meilleur buteur de l'histoire du club (161 buts). Meilleur buteur du championnat soviétique en 1938 et 1939. Équipe-type du championnat soviétique en 1938.                                                         |
| Alekseï Grinine (en)       | 1939-1952                | Légende du club. Équipe-type du championnat soviétique en 1951. |
| Vladimir Nikanorov         | 1940-1952                | Légende du club. |
| Valentin Nikolaïev         | 1940-1952                | Légende du club. Meilleur buteur du championnat soviétique en 1957. Équipe-type du championnat soviétique quatre fois entre 1948 et 1951.                                                                                            |
| Viktor Tchistokhvalov (ru) | 1941-1943 1947-1952      | Légende du club. Équipe-type du championnat soviétique quatre fois entre 1948 et 1951. |
| Vladimir Diomine (en)      | 1944-1952 1954           | Légende du club. Équipe-type du championnat soviétique en 1948 et 1951. |
| Alekseï Vodiaguine (en)    | 1945 1947-1952           | Légende du club. Équipe-type du championnat soviétique en 1950. |
| Vsevolod Bobrov            | 1945-1949                | Légende du club. Meilleur buteur du championnat soviétique en 1945 et 1947. Équipe-type du championnat soviétique en 1948. |
| Viatcheslav Soloviov       | 1946-1952                | Équipe-type du championnat soviétique en 1948. |
| Anatoli Bashashkin         | 1947-1952 1954-1958      | Équipe-type du championnat soviétique quatre fois entre 1951 et 1956. |
| Iouri Nyrkov               | 1948-1952 1954           | Légende du club. Équipe-type du championnat soviétique en 1951. |
| Aleksandr Petrov (en)      | 1950-1952 1954-1957      | Équipe-type du championnat soviétique en 1951. |
| Vassili Bouzounov          | 1952 1954 1957-1958      | Meilleur buteur du championnat soviétique en 1957. |
| Anatoli Porkhunov          | 1952 1954-1957           | Équipe-type du championnat soviétique en 1955. |
| Eduard Dubinski            | 1957-1964                | Équipe-type du championnat soviétique en 1961, 1962 et 1963. |
| Aleksei Mamykin            | 1959-1963                | Équipe-type du championnat soviétique en 1961. |
| Albert Chesternev          | 1959-1972                | Légende du club. Footballeur soviétique de l'année en 1970. Équipe-type du championnat soviétique huit fois entre 1963 et 1971. |
| Vladimir Fedotov           | 1960-1975                | Légende du club. Meilleur buteur du championnat soviétique en 1964. Équipe-type du championnat soviétique quatre fois entre 1970 et 1973.                                                                                            |
| Volodymyr Ponomarov        | 1962-1969                | Légende du club. Équipe-type du championnat soviétique en 1965 et 1966. |
| Iouri Istomine             | 1966-1974                | Légende du club. Équipe-type du championnat soviétique en 1970. |
| Vladimir Kaplitchny        | 1966-1975                | Légende du club. Équipe-type du championnat soviétique en 1970, 1972 et 1973. |
| Valentin Afonine           | 1968-1970                | Équipe-type du championnat soviétique en 1968. |
| Iouri Pshenichnikov        | 1968-1972                | Gardien de but soviétique de l'année en 1968. |
| Vladimir Astapovski        | 1969-1980                | Légende du club. Footballeur soviétique de l'année en 1976. Gardien de but soviétique de l'année en 1976. Équipe-type du championnat soviétique en 1976.                                                                             |
| Iouri Tchesnokov           | 1975-1983                | Équipe-type du championnat soviétique en 1976 et 1977. |
| Sergueï Olchanski          | 1976-1979                | Équipe-type du championnat soviétique en 1976. |
| Dmitri Galiamin            | 1981-1991                | Équipe-type du championnat soviétique en 1991. |
| Dmitri Kuznetsov           | 1984-1991 1992 1997-1998 | Équipe-type du championnat soviétique en 1991. |
| Igor Korneïev              | 1985-1991                | Footballeur de l'année en Russie en 1991. Équipe-type du championnat soviétique en 1991. |
| Mikhaïl Ieriomine (en)     | 1989-1991                | Légende du club. |
| Vladislav Radimov          | 1992-1996                | Équipe-type du championnat russe (ru) en 1994 et 1995. |
| Sergueï Semak              | 1994-2004                | Équipe-type du championnat russe cinq fois entre 1998 et 2002. |
| Serhiy Perkhun             | 2001                     | Légende du club. |
| Elvir Rahimić              | 2001-2014                | Équipe-type du championnat russe trois fois entre 2002 et 2006. |
| Alexeï Bérézoutski         | 2001-2018                | Légende du club. Équipe-type du championnat russe trois fois entre 2005 et 2007. |
| Dmitri Kiritchenko         | 2002-2004                | Meilleur buteur du championnat russe en 2002. |
| Rolan Goussev              | 2002-2007                | Meilleur buteur du championnat russe en 2002. Équipe-type du championnat russe en 2002 et 2003. |
| Vassili Bérézoutski        | 2002-2018                | Légende du club. Équipe-type du championnat de Russie sept fois entre 2005 et 2017. |
| Igor Akinfeïev             | 2003-                    | Légende du club. Joueur le plus capé de l'histoire du club. Footballeur de l'année en Russie en 2013 (RFS). Meilleur gardien de Russie dix fois entre 2004 et 2018. Équipe-type du championnat russe treize fois entre 2005 et 2020. |
| Iouri Jirkov               | 2004-2009                | Footballeur de l'année en Russie en 2008 (Sport-Express). Équipe-type du championnat de Russie quatre fois entre 2005 et 2008. |
| Daniel Carvalho            | 2004-2010                | Footballeur de l'année en Russie en 2005. |
| Vágner Love                | 2004-2012 2013           | Légende du club. Footballeur de l'année en Russie en 2008 (Futbol (en) et RFS). Meilleur buteur de la Coupe UEFA en 2009. Meilleur buteur du championnat russe en 2008.                                                              |
| Sergueï Ignachevitch       | 2004-2018                | Légende du club. Équipe-type du championnat russe onze fois entre 2004 et 2016. |
| Alan Dzagoev               | 2008-2021                | Équipe-type du championnat russe en 2013 et 2016. |
| Seydou Doumbia             | 2010-2014 2015-2016      | Footballeur de l'année en Russie en 2011 et en 2014 (RFS). Meilleur buteur du championnat russe en 2012 et 2014. |
| Mário Fernandes            | 2012-                    | Équipe-type du championnat russe huit fois entre 2014 et 2022. |
| Fiodor Chalov              | 2015-                    | Équipe-type du championnat russe en 2019. |
| Nikola Vlašić              | 2018-2021                | Footballeur de l'année en Russie en 2020. |

| #  | Nom                  | Période   | Matchs |
| -- | -------------------- | --------- | ------ |
| 1  | Igor Akinfeïev       | 2003-     | 797    |
| 2  | Sergueï Ignachevitch | 2004-2018 | 540    |
| 3  | Vassili Bérézoutski  | 2002-2018 | 531    |
| 4  | Alexeï Bérézoutski   | 2001-2018 | 502    |
| 5  | Vladimir Fedotov     | 1960-1975 | 427    |
| 6  | Alan Dzagoïev        | 2008-2022 | 397    |
| 7  | Vladimir Polikarpov  | 1962-1974 | 383    |
| 8  | Deividas Šemberas    | 2002-2012 | 367    |
| -  | Georgi Schennikov    | 2008-2023 | 367    |
| 10 | Elvir Rahimić        | 2001-2014 | 347    |

| #  | Nom                | Période         | Buts |
| -- | ------------------ | --------------- | ---- |
| 1  | Grigory Fedotov    | 1938-1949       | 161  |
| 2  | Vágner Love        | 2004-2011, 2013 | 124  |
| 3  | Valentin Nikolaïev | 1940-1952       | 118  |
| 4  | Alekseï Grinine    | 1939-1952       | 104  |
| 5  | Vsevolod Bobrov    | 1945-1949       | 102  |
| 6  | Vladimir Fedotov   | 1960-1975       | 100  |
| 7  | Vladimir Diomine   | 1941-1952, 1954 | 98   |
| 8  | Seydou Doumbia     | 2010-2015, 2016 | 95   |
| 9  | Boris Kopeïkine    | 1969-1977       | 94   |
| 10 | Iouri Tchesnokov   | 1975-1983       | 87   |

#### Autres joueurs notables
- Iouri Adjem (en) (1979-1983)
- Dmitri Bagritch (ru) (1958-1970)
- Iouri Beliaïev (en) (1955-1960)
- Iouri Chichkine (en) (1981-1991)
- Piotr Chtcherbatenko (ru) (1938-1947)
- Vassili Chvetsov (ru) (1976-1983)
- Viktor Dorodnykh (ru) (1955-1965)
- Vladimir Dorofeïev (ru) (1970-1977)
- Ievgueni Doulyk (ru) (1977-1981)
- Volodymyr Dudarenko (en) (1967-1974)
- Viktor Koliadko (en) (1980-1984)
- Boris Kopeïkine (1969-1977)
- Nikolaï Liniaïev (ru) (1957-1963)
- Oleg Malioukov (en) (1986-1993)
- Anatoli Masliaïev (ru) (1967-1970)
- Serhiy Morozov (en) (1974-1977)
- Leonid Nikolaïenko (ru) (1977-1979, 1985-1986)
- Valeri Novikov (en) (1978-1987)
- Valentin Outkine (ru) (1967-1976)
- Maryan Plakhetko (en) (1968-1974)
- Vladimir Polikarpov (ru) (1961-1974)
- Boris Razinsky (1954-1961)
- Serghei Savcenco (en) (1985-1987)
- Viktor Samokhine (en) (1982-1985)
- Aleksandr Tarkhanov (1976-1984)
- Vladimir Tatarchouk (1985-1991)
- Guennadi Stromberger (ru) (1982-1986)
- Aleksandr Vinogradov (1937-1947)
- Ievgueni Aldonine (2003-2013)
- Maksim Bokov (1997-2001)
- Valeri Broshine (1986-1991, 1993)
- Ievgueni Bushmanov (1992-1996)
- Dmitri Bystrov (en) (1986-1994)
- Ilshat Faïzouline (1989-1995)
- Sergueï Filippenkov (1998-2001)
- Sergueï Fokine (1984-1992)
- Aleksandr Golovine (2014-2018)
- Denis Ievsikov (1999-2003)
- Mikhaïl Kolesnikov (en) (1983-1993)
- Sergueï Kolotovkine (en) (1987-1994)
- Oleg Kornaoukhov (en) (1998-2001, 2003)
- Vladimir Koulik (1997-2001)
- Valeri Minko (1989-2001)
- Pavel Mamaïev (2007-2013)
- Sergueï Mamtchour (en) (1993-1997)
- Valeri Massalitine (en) (1987-1993)
- Kirill Nababkine (2010-)
- Andreï Novossadov (en) (1994-1999)
- Georgi Schennikov (2008-)
- Ievgueni Varlamov (1998-2003)
- Dudu Cearense (2005-2008)
- Georgi Milanov (2013-2018)
- Ivica Olić (2003-2006)
- Bibras Natkho (2014-2018)
- Keisuke Honda (2010-2013)
- Juris Laizāns (2001-2005)
- Deividas Šemberas (2002-2012)
- Ahmed Musa (2012-2016, 2018)
- Chidi Odiah (2004-2012)
- Miloš Krasić (2004-2010)
- Zoran Tošić (2010-2017)
- Pontus Wernbloom (2012-2018)
- Tomáš Necid (2009-2015)

## Aspects économiques
- En 2004, le sponsor du club est le milliardaire russe Roman Abramovitch, le club russe recevra 14,6 millions  d'euros par saison par le groupe pétrolier Sibneft, dont Abramovitch est le propriétaire[49].
- En 2007, le nouveau sponsor du CSKA Moscou est la banque russe Vnechtorgbank. L’institut financier remplace la compagnie pétrolière Sibneft, dont le logo continuera à apparaître sur le maillot du CSKA jusqu’à fin 2006[50].
- Le 16 décembre 2008, le club signe un accord avec l'équipementier Reebok
- À partir de la saison 2012/2013, le club signe un accord avec l'équipementier Adidas